# Debden
Debden är en by och en civil parish i Uttlesford i Storbritannien. Den ligger i grevskapet Essex och riksdelen England, i den sydöstra delen av landet, 60 km nordost om huvudstaden London. Det inkluderar Debden Green, Purton End och Hamperden End. Orten har 753 invånare (2001). Den har en kyrka.